# پت اوبرایان (هنرپیشه)
پت اوبرایان (به انگلیسی: Pat O'Brien؛ ۱۱ نوامبر ۱۸۹۹ – ۱۵ اکتبر ۱۹۸۳) بازیگر اهل ایالات متحده آمریکا بود.

## فیلم‌شناسی
از جمله فیلم‌ها یا برنامه‌های تلویزیونی‌ای که وی در آن‌ها نقش داشته‌است، می‌توان به بعضی‌ها داغشو دوست دارن، فرشتگانی با چهره‌های زشت، راه لاس زدن، نیروی دریایی وارد می‌شود، نوت راکنی آمریکایی، رگتایم، اراذل و اوباش و تلاش واپسین اشاره کرد.